# The Adventures of Pepero
The Adventures of Pepero или The Adventures of Pepero the Andes Boy (яп. アンデス少年ペペロの冒険 Андэсу Сё:нэн Пэпэро но Бо:кэн) — 26-серийный аниме-сериал, созданный Тацуо Оной и Сумио Такахаси. Впервые сериал транслировался по японскому каналу TV Asahi 6 октября 1975 года по 3 марта 1976 года. С тех пор транслировался в разных странах на разных языках. Главным героем сериала является мальчик Пэпэро, который разыскивает своего отца, пропавшего во время приключений в поисках легендарного золотого города Эльдорадо.
Музыкальные композиции для сериала были написаны Такэо Ямасита и обработаны Хироси Цуцуи, слова были написаны Кадзуо Умэдзу и исполнены Мицуко Хориэ. Начальная песня называется Приключение Пэпэро (яп. ペペロの冒険 Пэпэро но Бокэн) и О ветер, пожалуйста, донеси моё сообщение (яп. 風よつたえて Кадзэ ё Цутаэтэ).

## Сюжет
Главный герой аниме Пэпэро живёт с матерью в маленькой деревушке у подножия Анд. Его отец оставил их, отправившись на поиски легендарного города Эльдорадо. После встречи с Титикакой и девочкой по имени Кайна, знающих что-то об Эльдорадо, Пэпэро решает отправиться на поиски отца. По пути он приобретает новых друзей. В одной из серий он приручает белого коня, который с тех пор по свисту приходит к нему на помощь.
Время от времени перед Пэпэро появляется золотой орёл, указывающий ему правильный путь. Попав в легендарный Эльдорадо, Пэпэро узнает, что его отец обвиняется в краже драгоценностей, но ему удается доказать, что отец не виноват. Выясняется также, что Кайна — пропавшая принцесса Эльдорадо.
В конце все герои разъезжаются по своим домам. Пэпэро с отцом возвращаются в родную деревню и делятся сокровищами со всеми бедными жителями.

## Создатели
- Режиссёр сериала: Кадзусико Удагава
- Режиссёры серий: Такаси Анно, Ясуо Хасэгава, Ёсиюки Томино, Кадзуси Номура, Масару Като, Мотосукэ Такахаси.
- Постановщики: Тоситака Ёкоти, Сёити Китамура.
- Музыка: Такэо Ямасита
- Дизайн персонажей: Нобухиро Окасако, Мориясу Танигути.
- Роли озвучивали:
  - Пэпэро — Хироко Сидзуко
  - Анита — Марико Таки
  - Ацтек — Миэ Адзума
  - Карлос — Нобуо Танака
  - Чутчу — Риэ Миура
  - Титикака — Тосия Уэда
  - Кайна — Ёсико Мацуо
  - Рассказчик — Вакако Икэда, c 6 серии — Марико Таки.